# Zumbi dos Palmares (navio)
O Zumbi dos Palmares  é um navio tipo petroleiro de fabricação e bandeira brasileira.

## Nome
Na cerimônia de início de operações do navio, em 20 de maio de 2013, a presidente Dilma Rousseff mencionou que a escolha do nome da embarcação seria alusiva ao reconhecimento da cultura negra como parte fundamental do que são os brasileiros, além de um sinal de repúdio à discriminação racial.

## Características
O petroleiro brasileiro Zumbi dos Palmares, entrou em operações no Porto de Suape. O navio tem 274 metros de comprimento e capacidade para transportar 1 milhão de barris de petróleo e foi construído pelo Estaleiro Atlântico Sul .